# Punit Renjen

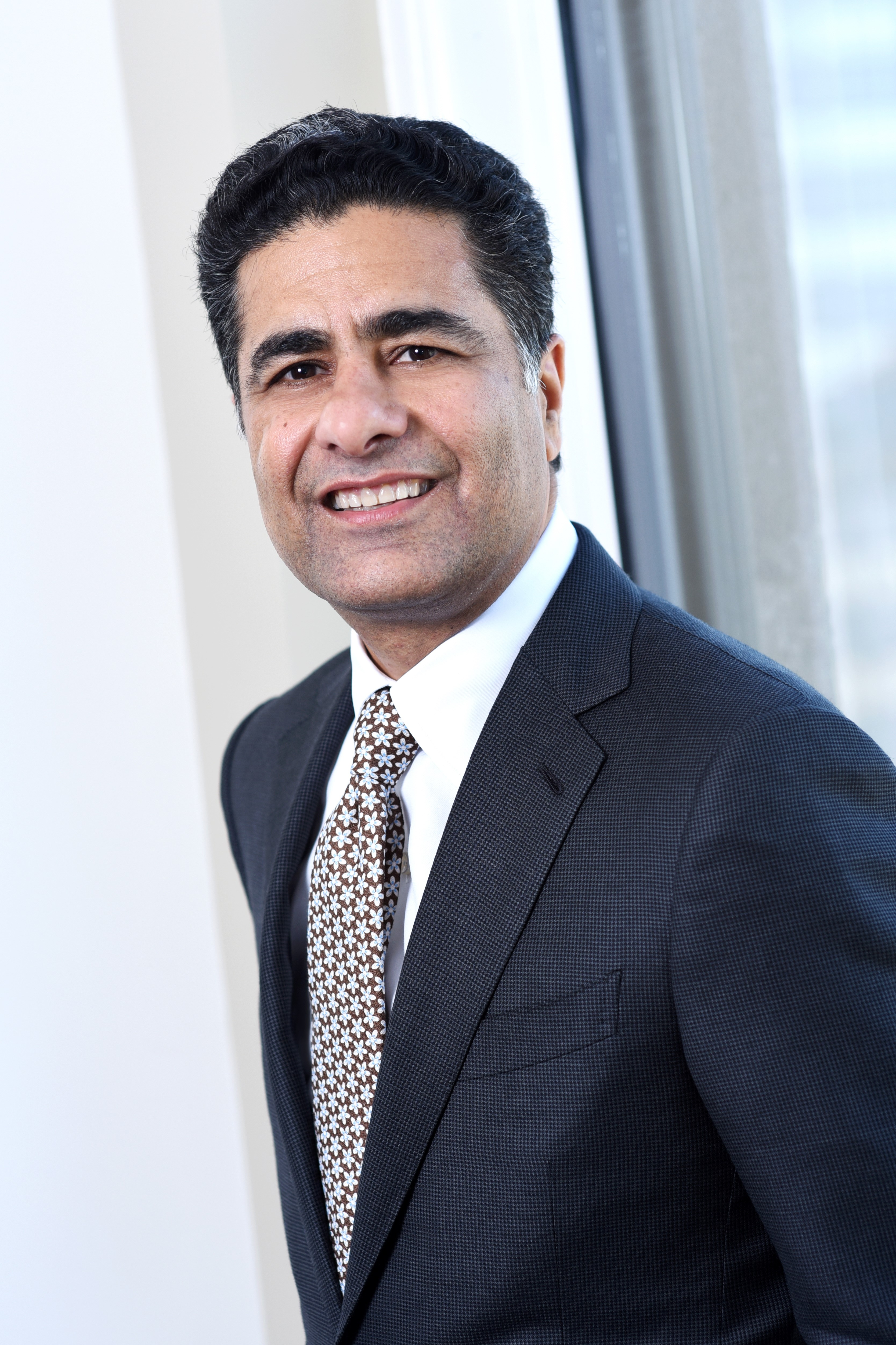
Punit Renjen, 2015

Punit Renjen (* 1961) ist ein indisch-amerikanischer Geschäftsmann.
Er war von 2015 bis 2022 weltweiter CEO der internationalen Unternehmensberatung Deloitte.

## Karriere
Renjen wuchs in Rohtak in Nordindien westlich von Neu-Delhi auf, wo sein Vater eine kleine Fabrik für elektrische Schalter besaß. Er studierte Ökonomie und arbeitete bei einem Hersteller von Nähmaschinen und anderen Haushaltsgeräten, bevor er 1984 ein Stipendium der Rotary Foundation für einen MBA in den USA erhielt. Nachdem er 1986 an der Willamette University in Oregon sein MBA-Studium abgeschlossen hatte, begann er bei Touche Ross zu arbeiten, die 1989 mit Deloitte fusionierte. Seine Arbeit bei Deloitte, einer der Big Four, umfasste die Beratung internationaler Unternehmen bei Entflechtung, Übernahmen, anschließender Betriebsintegration und Strategie. 2011 wurde Renjen Geschäftsführer der US-amerikanischen Landesgesellschaft von Deloitte. 2015 wurde er durch die Deloitte-Partner zum CEO von Deloitte gewählt und blieb dies bis zu seiner Pensionierung Ende 2022. Er war die erste aus Asien stammende Person, die je eine der Big Four führte. Während seiner Zeit bei Deloitte gründete er das „WorldClass“-Programm zur Förderung von Bildung in benachteiligten Regionen. Während seiner Amtszeit steigerte Deloitte den Umsatz von 35 auf 59 Milliarden US-Dollar. Am 22. Februar 2023 wurde Renjen für den Vorsitz des Aufsichtsrats von SAP als Nachfolger des SAP-Mitgründers Hasso Plattner nominiert. Im Februar 2024 wurde bekannt, dass er den Posten bei SAP nicht antreten wird und stattdessen Pekka Ala-Pietilä als Nachfolger von Hasso Plattner im Mai 2024 gewählt werden sollte.
Er lebt in Portland (Oregon).